# Личный чемпионат СССР по шахматной композиции 1969
Чемпионат СССР по шахматной композиции 1969 — 9-й личный чемпионат.
П/ф — 562 композиции 92 авторов, опубликованные в 1967—1968.

## Двухходовки
П/ф — 223 задачи 50 авторов. Финал — 24 задачи 14 авторов. 
Судья — Руденко. 
1. Чепижный — 94 очка; 

2. Шедей — 78½; 

3. Лошинский — 77½; 

4. Я. Владимиров — 39; 

5. Мельниченко — 23½; 

6. Кисис — 22½; 

7. Лившиц — 21½; 

8. В. Лукьянов — 17; 

9. А. Дикусаров — 15; 

10—11. Косолапов и Тимонин — по 12½; 

12. Рухлис — 6; 

13. Загоруйко — 5; 

14. Гордиан — 1½. 
Лучшая композиция — Чепижный.

## Трёхходовки
П/ф — 119 задач 38 авторов. Финал — 25 задач 12 авторов. 
Судья — Орешин. 
1. Лошинский — 129½ очков;
2. Гуляев — 92;
3. Я. Владимиров — 78½;
4. Гафаров — 49;
5. Мельниченко — 43½;
6. Власенко — 9;
7. Гордиан — 8½;
8. А. Ярославцев — 7;
9. Сычёв — 4;
10. Гебельт — 3;
11. Калинин — 2;
12. В. Ударцев — 1.

Лучшая композиция — Лошинский.

## Многоходовки
П/ф — 72 задачи 23 авторов. Финал — 20 задач 13 авторов. 
Судья — Гуляев. 
1. Власенко — 88 очков; 

2. В. Голубых — 79; 

3. Я. Владимиров — 46½; 

4. Савченко — 34; 

5. Калинин — 19; 

6. Попандопуло — 12; 

7. Ляпунов — 11½; 

8—9. Лошинский и Ярославцев — по 5; 

10—11. Гордиан и Мельниченко — по 4; 

12. Сушков — 3; 

13. Р. Тавариани — 1. 
Лучшая композиция — Голубых.

## Этюды
П/ф—148 этюдов 28 авторов. Финал — 25 этюдов 17 авторов. 
Судья — Якимчик. 
1. Каспарян — 120 очков; 

2. Кацнельсон — 53½; 
 
3. Погосянц — 49; 

4. Землянский — 39; 

5. Корольков — 36½; 

6. Базлов — 17; 

7. Неидзе — 16½; 

8—9. Ан. Кузнецов и Сахаров — по 15½; 

10. Петров — 13; 

11. Надареишвили — 11½; 

12. Ал. Кузнецов — 8½; 

13. Власенко — 8; 

14. В. Нейштадт — 5; 

15. Каковин — 4½; 

16—17. Каландадзе и Тавариани — по 3. 
Лучшая композиция — Каспарян.